# Spatunomia filifera
Spatunomia filifera är en biart som först beskrevs av Cockerell 1932.  Spatunomia filifera ingår i släktet Spatunomia och familjen vägbin. Inga underarter finns listade i Catalogue of Life.